# Europamästerskapen i rodd 2018

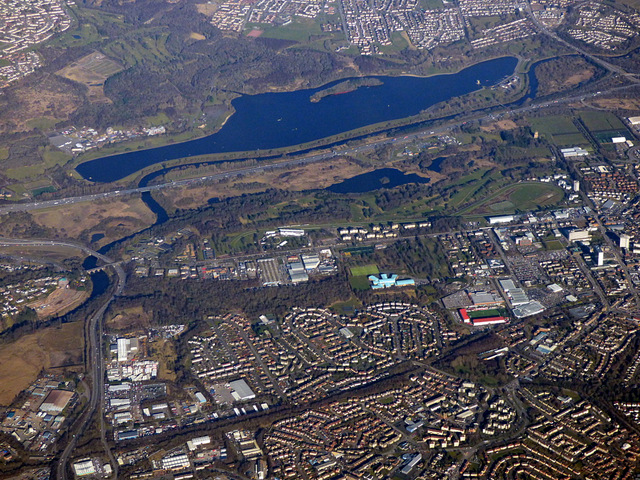
Strathclyde Loch, den konstgjorda sjö där tävlingarna hålls.

Europamästerskapen i rodd 2018 avgjordes vid Motherwell utanför Glasgow, vid Strathclyde Country Park, Skottland den 2–5 augusti. Tävlingarna ingick som en del av Europeiska idrottsmästerskapen. Det var första gången sedan starten 1893 som tävlingarna avgjordes i Skottland.

## Medaljörer

### Män
| Gren              | Guld | Tid     | Silver | Tid     | Brons | Tid     |
| ----------------- | --- | ------- | --- | ------- | --- | ------- |
| Singelsculler     | Kjetil Borch Norge | 6.49,95 | Mindaugas Griškonis Litauen | 6.50,68 | Roman Röösli Schweiz | 6.52,06 |
| Tvåa utan styrman | Kroatien Martin Sinković Valent Sinković | 6.26,42 | Frankrike Valentin Onfroy Théophile Onfroy | 6.27,40 | Rumänien Marius Cozmiuc Ciprian Tudosă | 6.29,39 |
| Dubbelsculler     | Frankrike Hugo Boucheron Matthieu Androdias | 6.10,21 | Rumänien Ioan Prundeanu Marian-Florian Enache | 6.10,71 | Storbritannien Harry Leask Jack Beaumont | 6.10,84 |
| Fyra utan styrman | Rumänien Mihăiță Vasile Țigănescu Cosmin Pascari Ștefan Constantin Berariu Ciprian Huc                                                            | 5.54,34 | Storbritannien Thomas Ford Jacob Dawson Adam Neill James Johnston | 5.55,71 | Frankrike Benoît Demey Édouard Jonville Sean Vedrinelle Benoît Brunet | 5.56,49 |
| Scullerfyra       | Italien Filippo Mondelli Andrea Panizza Luca Rambaldi Giacomo Gentili                                                                             | 5.41,92 | Litauen Dovydas Nemeravičius Saulius Ritter Rolandas Maščinskas Aurimas Adomavičius                                                                                     | 5.43,40 | Polen Szymon Pośnik Maciej Zawojski Dominik Czaja Wiktor Chabel | 5.43,88 |
| Åtta med styrman  | Tyskland Johannes Weißenfeld Felix Wimberger Max Planer Torben Johannesen Jakob Schneider Malte Jakschik Richard Schmidt Hannes Ocik Martin Sauer | 5.27,48 | Nederländerna Vincent van der Want Boudewijn Röell Maarten Hurkmans Simon van Dorp Mechiel Versluis Ruben Knab Lex van den Herik Freek Robbers Diederik van Engelenburg | 5.29,51 | Rumänien Vlad Dragoș Aicoboae Adrian Damii Alexandru Matincă Constantin Radu Constantin Adam Sergiu Vasile Bejan Cristi Ilie Pîrghie Alexandru Cosmin Macovei Adrian Munteanu | 5.29,71 |
| Män, lättvikt     | |         | |         | |         |
| Singelsculler     | Michael Schmid Schweiz | 6.54,93 | Martino Goretti Italien | 6.56,30 | Sam Mottram Storbritannien | 6.57,18 |
| Dubbelsculler     | Norge Kristoffer Brun Are Strandli | 6.20,85 | Irland Gary O'Donovan Paul O'Donovan | 6.22,84 | Italien Stefano Oppo Pietro Ruta | 6.23,32 |
| Scullerfyra       | Italien Catello Amarante II Paolo Di Girolamo Andrea Micheletti Matteo Mulas                                                                      | 6.01,01 | Tjeckien Jiří Kopáč Jan Vetešník Milan Viktora Jan Cincibuch | 6.09,13 | Nederländerna Jorke Kooijenga Koen van Brussel Bart Lukkes Ward van Zeijl | 6.10,54 |

### Kvinnor
| Gren              | Guld | Tid     | Silver | Tid     | Brons | Tid     |
| ----------------- | --- | ------- | --- | ------- | --- | ------- |
| Singelsculler     | Jeannine Gmelin Schweiz | 7.31,15 | Magdalena Lobnig Österrike | 7.32,62 | Diana Dymchenko Ukraina | 7.32,67 |
| Tvåa utan styrman | Rumänien Mădălina Bereș Denisa Tîlvescu | 7.15,53 | Nederländerna Elsbeth Beeres Laila Youssifou | 7.17,34 | Italien Alessandra Patelli Sara Bertolasi | 7.17,86 |
| Dubbelsculler     | Frankrike Hélène Lefebvre Élodie Ravera-Scaramozzino | 6.55,99 | Nederländerna Roos de Jong Lisa Scheenaard | 6.56,29 | Litauen Milda Valčiukaitė Ieva Adomavičiūtė | 6.56,54 |
| Fyra utan styrman | Ryssland Jekaterina Sevostjanova Anastasija Tichanova Jekaterina Potapova Jelena Orjabinskaja                                                                              | 6.39,97 | Rumänien Mădălina Hegheș Iuliana Buhuș Mădălina Gabriela Cașu Roxana Parascanu                                                                             | 6.41,87 | Polen Olga Michałkiewicz Joanna Dittmann Monika Chabel Maria Wierzbowska                                                                               | 6.42,58 |
| Scullerfyra       | Polen Agnieszka Kobus-Zawojska Marta Wieliczko Maria Springwald Katarzyna Zillmann                                                                                         | 6.20,92 | Ukraina Daryna Verchohljad Olena Burjak Anastasija Kozjenkova Jevhenija Dovhodko                                                                           | 6.23,86 | Nederländerna Olivia van Rooijen Karolien Florijn Sophie Souwer Nicole Beukers                                                                         | 6.24,95 |
| Åtta med styrman  | Rumänien Ioana Vrinceanu Viviana-Iuliana Bejinariu Adriana Ailincai Maria Tivodariu Beatrice-Madalina Parfenie Iuliana Popa Mădălina Bereș Denisa Tîlvescu Daniela Druncea | 6.08,98 | Storbritannien Anastasia Merlott Chilly Rebecca Girling Fiona Gammond Katherine Douglas Holly Hill Holly Norton Karen Bennett Rebecca Shorten Matilda Horn | 6.10,09 | Nederländerna Ellen Hogerwerf Marloes Oldenburg Lies Rustenburg José van Veen Ymkje Clevering Monica Lanz Aletta Jorritsma Carline Bouw Dieuwke Fetter | 6.10,78 |
| Kvinnor, lättvikt | |         | |         | |         |
| Singelsculler     | Alena Furman Belarus | 7.41,60 | Laura Tarantola Frankrike | 7.45,94 | Clara Guerra Italien | 7.47,71 |
| Dubbelsculler     | Nederländerna Marieke Keijser Ilse Paulis | 6.57,35 | Polen Weronika Deresz Joanna Dorociak | 6.58,39 | Schweiz Patricia Merz Frederique Rol | 7.00,36 |